# Melanoides tuberculata
mélanie à bord rouge
Espèce
La mélanie à bord rouge, Melanoides tuberculata, est une espèce d'escargots d'eau douce à opercule, un mollusque gastéropode aquatique parthénogénétique de la famille des Thiaridae.

## Description de la coque

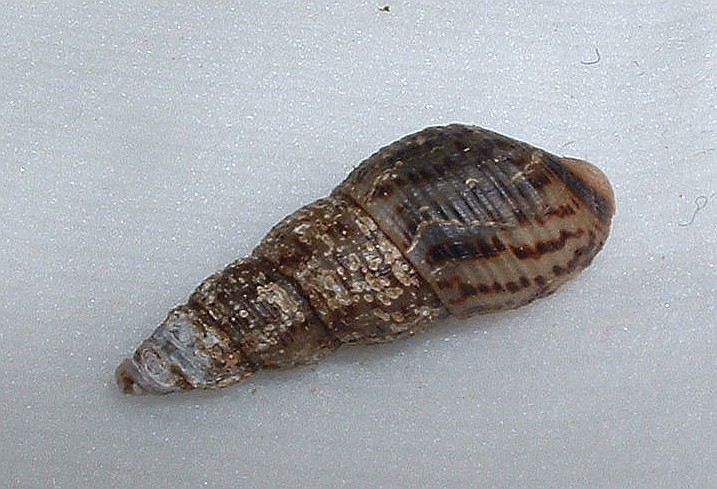
Coquille de mélanie bordée de rouge, avec les taches et stries rouges caractéristiques apparentes. Longueur de l'échantillon environ 20 mm.

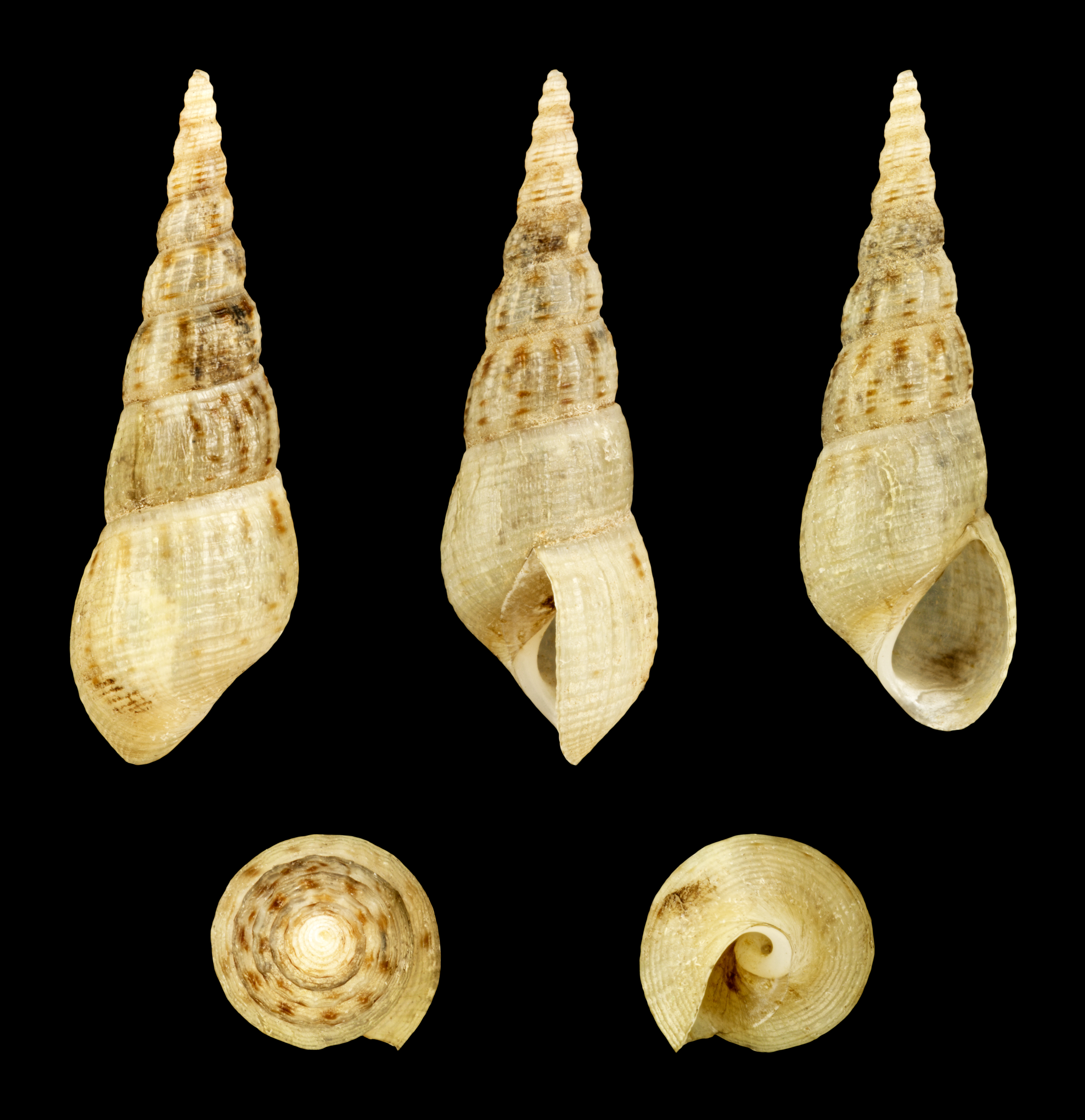
Melanoides tuberculata

### Parasites
Melanoides tuberculata est connu pour transporter certains parasites qui peuvent être dangereux pour l'Homme. Pinto & de Melo (2011)  compilé une liste de 37 espèces de parasites de trématodes pour ces espèces d'escargots. Onze de ces trématodes sont également des parasites de l'homme. Ces escargots servent de premier hôte intermédiaire pour les parasites qui comprennent , :
- Clonorchis sinensis - dismatose chinoise du foie[5]
- Centrocestus formosanus (en)
- Paragonimus westermani - dismatose oriental du poumon
- Paragonimus kellicotti
- Angiostrongylus cantonensis
- Loxogenoides bicolor
- Transversotrema laruei
- Sticiodora tridactyl
- Gastrodiscus aegyptiacus
- Philophthalmus gralli (en)
- Philophthalmus distomatosa
- Haplorchis pumilio (en)
- Metagonimus
- Diorchitrema formosanum
- espèce inconnue chez les Schistosomatidae [6]

Cette espèce est l'hôte d'un parasite trématode qui infecte une espèce de poissons en voie de disparition au Texas, le dard des fontaines (en).

## Voir également
- Liste des espèces de mollusques introduites du Venezuela (en)